# Premi Marqués de Bradomín
El Premi Marquès de Bradomín és un certamen literari per a joves dramaturgs creat el 1984, en homenatge al personatge de Ramón María del Valle-Inclán, inspirat en el general carlista Carlos Calderón.
Proposat per Jesús Cracio, com a director tècnic de l'Àrea Teatral de l'Institut de la Joventut del Ministeri d'Assumptes Socials del Govern d'Espanya, després Ministeri d'Igualtat, entitat que el convoca anualment, va ser atorgat per primera vegada el 1985 i per a autors nascuts o residents a Espanya menors de trenta anys els textos dels quals hagin estat escrits en qualsevol de les llengües del territori espanyol.

## La generació Bradomín
L'anomenada ‘generació Bradomín’ va agrupar a aquells autors que van rebre el premi en els anys immediats a la seva instauració. Per a alguns la denominació no va ser encertada per deixar fora a un gran nombre de dramaturgs que, sense haver obtingut aquesta distinció, compartien amb els guanyadors moltes de les seves característiques formals. Per això hi ha qui ha preferit parlar de Generació dels 90, de Segona Generació de la Democràcia o, simplement, de dramaturgs que inicien la seva producció en els anys 90.
Els "Bradomins", que s'inicien amb Sergi Belbel, tenien en comú no haver complert els quaranta anys al moment de ser agrupats. Les seves obres estan influïdes per dramaturgs europeus com Samuel Beckett, Heiner Müller, David Mamet o Harold Pinter. Encara que alguns teòrics defensen l'homogeneïtat del grup, els mateixos autors de la Generació Bradomín han subratllat la seva convicció de no constituir una generació, ja que el seu teatre obeeix a motivacions diferents, tracta temàtiques diverses i es construeix a partir d'estructures fart diferents.

## Guanyadors
- 1985. Guanyador: Sergi Belbel. Caleidoscopios y faros de hoy. Accèssit: Antonio Onetti, per Los peligros de la jungla i Daniela Fejerman per Ejercicios de Olvido
- 1986. Guanyador: Alfonso Plou.
- 1987. Guanyador: Francisco Sanguino i Rafael González Gosálbez per 013:varios, informe prisión.

- 1989. Guanyador: Maxi Rodríguez, per El color del agua. Accèssit: Margarita Sánchez, per Búscame en Hono-Lulú i Juan Mayorga per Siete hombre buenos.
- 1990. Guanyador: Pablo Ley Fancelli, per Paisaje sin casas. Accèssit: Carmen Delgado Salas, per Sueña, Lucifer i Rafael González Gosálbez - Francisco Sanguino per Escarabajos.
- 1991. Guanyador: Antonio Álamo, per La oreja izquierda de Van Gogh. Accèssit: Adrián Daumás, per La escena del príncipe i Francisco Ortuño per Corre.
- 1992. Guanyador: Juan García Larrondo, per Mariquita aparece ahogada en una cesta. Accèssit: Toni Mescalina, per El agujero del Carmen i Borja Ortiz de Gondra per Metropolitano.
- 1993. Guanyador: Elio Palencia, per Escindida. Accèssit: Mario Ruíz Gutiérrez, per Las tres heridas i Francisco Sanguino per Mario 1979.
- 1994. No es va convocar el premi
- 1995. Guanyador: Borja Ortiz de Gondra, per Dedos (Bodevil negro). Accèssit: Yolanda Pallín Herrero, per La mirada i Rafael González Gosálbez per Bienvenidos a diablo.
- 1996. Guanyador: Paco Zarzoso, per Umbral. Accèssit: Roberto García, per Scout i Rafael González per Lovo.
- 1997. Guanyador: Antonio Morcillo López, per Los carniceros. Accèssit: Eva Hibernia, per El arponero herido pel tiempo e Itziar Pascual per Las voces de Penélope.
- 1998. Guanyador: Arturo Sánchez Velasco, per Martes. 3:00 A.M. Más al sur de Carolina del Sur. Accèssit: Rafael Cobos, per Probablemente mañana i Xavier Puchades per Desaparecer.
- 1999. Guanyador: David Desola Mediavilla, per Baldosas. Accèssit: Emilio Encabo Lucini, per La metralla de los días y Pedro Rivero per La montaña del Rey (Königsberg).
- 2000. Guanyador: Gracia María Morales, per Quince peldaños. Accèssit: Dámaris Matos, per Cuaderno de Bitácora y Davíd Martínez per En tres noches Babel.
- 2001. Guanyador: Pilar Campos, per La Herida en el Costado. Accèssit: Marilia Samper, per 405 i Jordi Gomar per Superhéroes de Barrio (Musical de andar per casa).
- 2002. Guanyador: José Luis Busto González, per El día de autos. Accèssit: Marilia Samper, per Menú del día i Juan Alberto Salvatierra per El rey de Algeciras.
- 2003. Guanyador: Eric Leyton Arias, per Como la lluvia en el lago. Accèssit: José Manuel Mora Ortiz, per Cancro i Julian Fuentes Reta per El mar.
- 2004. No es va convocar el premi
- 2005. Guanyador: Jordi Casanovas Güell, per Andorra. Accèssit: Denise Duncan Villalobos, per Negra i María Rosa Molero Cumplido per Atalaya.
- 2006. Guanyador: Antonio Rojano, per La decadencia en Varsovia. Accèssit: Josep Maria Miró i Coromina, per 360° i Emiliano Pablo Pastor Steinmeyer per El jardinero de la N-II.
- 2007. Guanyador: Antonio de Paco Domingo, per Alguien silbó y despertó a un centenar de pájaros dormidos. Accèssit: Marc Angelet Cantos, per Call Center i Marta Buchaca per Plastilina de Miss Sunshine.
- 2008. Guanyador: Emiliano Pablo Pastor Steinmeyer, per Ríanse del hipopótamo. Accèssit: José Martínez Ros, per En los bosques de la noche i Marc Artigau per Ushuaia.
- 2009. Guanyador: Llàtzer García Alonso, per Vent a les veles. Accèssit: Fernando Epelde García, per OM i Miguel Hernández Hernández per Salvando la sal.
- 2010. Guanyador: Carlos Contreras Elvira, per Verbatim drama. Accèssit: María Velasco González, per Perros en danza i Aleix Duarri Velasco, per "Jo sóc penteu" .
- 2011. Guanyador: Enrique Olmos de Ita per Era el amor como un simio y viceversa. Accèssit: Marc Artigau i Queralt per Caixes i Pablo Gisbert Donat per Un cine arde y diez personas arden.
- 2012. Guanyador: Marcos Abalde Covelo per Xudite. Accèssit: Lucia Carballal Luengo per Mejor historia que la nuestra i Carlos Troya Mories per Cállate y los países.